# Zanthoxylum pilosulum
Zanthoxylum pilosulum är en vinruteväxtart som beskrevs av Rehder & E.H. Wilson. Zanthoxylum pilosulum ingår i släktet Zanthoxylum och familjen vinruteväxter. Inga underarter finns listade i Catalogue of Life.